# هایک هاکوبیان (بازیکن فوتبال)
هایک ساسونی هاکوبیان (ارمنی: Հայկ Սամսոնի Հակոբյան؛ زادهٔ ۲۶ دسامبر ۱۹۸۰) یک بازیکن فوتبال اهل ارمنستان است.

## باشگاهی
از باشگاه‌هایی که در آن بازی کرده‌است می‌توان به باشگاه فوتبال بانانتس اشاره کرد.

## تیم ملی
وی همچنین در تیم ملی فوتبال ارمنستان بازی کرده‌است. هاکوبیان نخستین بازی ملی خود را که یک بازی دوستانه بود در تاریخ ۲۱ نوامبر ۱۹۹۸ در آبوویان در مقابل استونی انجام داده‌است.

### آمارهای تیم ملی
| تیم ملی فوتبال ارمنستان | تیم ملی فوتبال ارمنستان | تیم ملی فوتبال ارمنستان |
| سال                     | حضورها                  | گل‌ها                    |
| ----------------------- | ----------------------- | ----------------------- |
| ۱۹۹۸                    | ۱                       | ۰                       |
| ۱۹۹۹                    | ۱                       | ۰                       |
| ۲۰۰۰                    | ۰                       | ۰                       |
| ۲۰۰۱                    | ۲                       | ۱                       |
| مجموع                   | ۴                       | ۱                       |